# 馬丁湖 (明尼蘇達州)
馬丁湖（英語：Martin Lake）是位於美國明尼蘇達州安諾卡縣林伍德鎮區的一個普查規定居民點。

## 人口
根據2020年美國人口普查的數據，馬丁湖的面積為4.53平方千米，當中陸地面積為3.97平方千米，而水域面積為0.96平方千米。當地共有人口907人，而人口密度為每平方千米200.22人。